# Акт о независимости Барбадоса
Акт о независимости Барбадоса был провозглашён парламентом Великобритании в 1966 году. Данный закон предоставлял независимость Барбадосу от Великобритании, который на тот момент был частью её колоний. Закон предусматривал предоставление новой конституции, которая вступила в силу после провозглашения независимости.
В результате этого закона Барбадос стал четвёртой англоязычной страной в Вест-Индии, получившей полную независимость от Соединённого Королевства после Ямайки, Тринидада и Тобаго и Гайаны. После получения независимости Барбадос стал членом Содружества наций.

## История
Данный акт был впервые представлен в Палате общин Великобритании как законопроект о независимости Барбадоса 28 октября 1966 года государственным секретарём по делам колоний Фредериком Ли. 2 ноября 1966 года он был принят в Палате общин после третьего чтения и комиссии без поправок. 3 ноября законопроект вошёл в Палату лордов и 10 ноября был прочитан Малкольмом Шепардом. 15 ноября закон был принят без каких-либо поправок. 17 ноября законопроект получил королевское одобрение от королевы Елизаветы II и 22 ноября был опубликован в The London Gazette.